# چژه
چژه (به لهستانی:  Czyże) یک روستا در لهستان است که در گمینا چژه واقع شده‌است. چژه ۵۹۰ نفر جمعیت دارد.